# Xylotoles inornatus
Xylotoles inornatus es una especie de escarabajo longicornio del género Xylotoles, tribu Parmenini, subfamilia Lamiinae. Fue descrita científicamente por Broun en 1880.

## Descripción
Mide 11-12,5 milímetros de longitud.

## Distribución
Se distribuye por Nueva Zelanda.